# Флотилия на свободата за Газа
Флотилията на свободата за Газа (на английски: Gaza Freedom March) е хуманитарен международен конвой от кораби, които системно и периодично се опитват да прекъснат по море блокадата на Израел на Ивицата Газа.
Над деветата по ред флотилия, която се състои от 6 граждански съда, е извършено нападение от израелските военноморски сили в международни води, при което са убити 9 цивилни и невъоръжени активисти, мнозинството от които турски граждани.
Инцидентът на кораба „Мави Мармара“ предизвиква международен скандал.